# Sophie Heathcote
Sophie Heathcote (25 de diciembre de 1972 en Melbourne, Australia - 4 de enero de 2006 en Connecticut), fue una actriz de televisión australiana.

## Biografía
Sophie nació en Melbourne. A finales de 1994 se graduó del National Institute of Dramatic Art NIDA, junto a Bridie Carter, Tom Long y Martin Kovacic.
En el 2000 se casó con Chris Clark, un jefe de agencia de publicidad; con quien tuvo dos hijos, su hija Madeleine y en agosto del 2004 tuvieron su hijo James. En el 2005 se mudó con su familia a Nueva York.
Junto a su marido estableció un fondo anual de recaudación, un evento que consigue $500,000 dólares al año para la Unidad Neonatal del Royal Children's Hospital, después de que le salvaran la vida a su hija, Madeleine, quien se creía que tenía problemas respiratorios. 
El 4 de enero de 2006 Sophie murió repentinamente a causa de un aneurisma. Antes de su muerte, estaba siendo tratada por cáncer de la piel y del páncreas.
Su funeral se celebró el 18 de enero de 2006 en la Iglesia de San Pedro en Toorak, Victoria, Australia.

## Carrera
Comenzó su carrera en 1990 cuando se unió al elenco principal de la serie dramática médica A Country Practice donde interpretó a Stephanie "Steve" Brennan hasta 1991.
Entre 1992 y 1995 apareció en series como Bony, Home and Away, en la serie inglesa Soldier Soldier y en GP; también apareció en películas Sun on the Stubble y en Bordertown. 
En 1993 obtuvo el papel de Kathy en la película Reckless Kelly.
De 1996 a 1997 interpretó a la Oficial Mayor Fiona Cassidy en el drama policial australiano Water Rats. Desde 1997 hasta 1998 apareció en la serie Raw FM, donde interpretó a Sam Kezerko, una sexy bailarina lesbiana. Ese mismo año apareció en la serie State Coroner donde dio vida a Helen Farmer y en la película Three Chords and a Wardrobe.
En el 2000 interpretó a Biddy Marchant en la serie Grass Roots, por su papel fue nominada a los Australian Film Institute. En el 2001 se unió al elenco de la película de crimen Abschied in den Tod donde dio vida a Sandy O'Brian. Ese mismo año se retiró de la actuación.

## Filmografía
- Series de Televisión

| Año         | Título             | Personaje                 | Notas                       |
| ----------- | ------------------ | ------------------------- | --------------------------- |
| 2000        | Grass Roots        | Biddy Marchant            | 8 episodios                 |
| 1999        | Pigs Breakfast     | -                         | -                           |
| 1998        | State Coroner      | Helen Farmer              | 2 episodios                 |
| 1997 - 1998 | Raw FM             | Sam Kezerko               | 13 episodios                |
| 1996 - 1997 | Water Rats         | Oficial Fiona Cassidy     | 30 episodios                |
| 1996        | Sun on the Stubble | Lottie Gunther            | miniserie                   |
| 1995 - 1996 | G.P.               | Beth Butler               | 2 episodios                 |
| 1995        | Soldier, Soldier   | Tara Jenkins              | episodio "Ill Wind"         |
| 1995        | Bordertown         | Peggy                     | miniserie                   |
| 1995        | Home and Away      | Sonia                     | 5 episodios                 |
| 1992        | Bony               | Sally                     | episodio "Bird in the Hand" |
| 1990 - 1991 | A Country Practice | Stephanie "Steve" Brennan | 117 episodios               |

- Películas

| Año  | Título                      | Personaje     | Notas                                                 |
| ---- | --------------------------- | ------------- | ----------------------------------------------------- |
| 2001 | Abschied in den Tod         | Sandy O'Brian | junto a Craig McLachlan, Brett Tucker & Bernard Curry |
| 1998 | Three Chords and a Wardrobe | Rachel        | corto - junto a Marcus Graham & Olivia Pigeot         |
| 1993 | Reckless Kelly              | Kathy         | junto a Hugo Weaving                                  |

- Teatro[2]

| Año  | Obra               | Personaje | Director (a)         | Teatro                | Notas                                                              |
| ---- | ------------------ | --------- | -------------------- | --------------------- | ------------------------------------------------------------------ |
| 1998 | The Misanthrope    | -         | Simon Phillips       | -                     | junto a Kim Gyngell, Pamela Rabe & Simon Wood                      |
| 1998 | Rising Fish Prayer | -         | Aubrey Mellor        | CUB Malthouse Theatre | junto a Robert Grubb, Janet Andrewartha & Albert Toro              |
| 1994 | Appetite           | -         | Jasmin Forbes-Watson | Fairfax Studio        | junto a Rachael Blake, Bridie Carter, Martin Lynes & Inge Hornstra |

## Premios y nominaciones
- Australian Film Institute.:

| Año  | Categoría                                                                     | Premio    | Serie       | Resultado |
| ---- | ----------------------------------------------------------------------------- | --------- | ----------- | --------- |
| 2000 | Best Performance by an Actress in a Leading Role in a Television Drama Series | AFI Award | Grass Roots | Nominada  |
| 1998 | Best Performance by an Actress in a Leading Role in a Television Drama        | AFI Award | Raw FM      | Nominada  |